# Leo Mayer

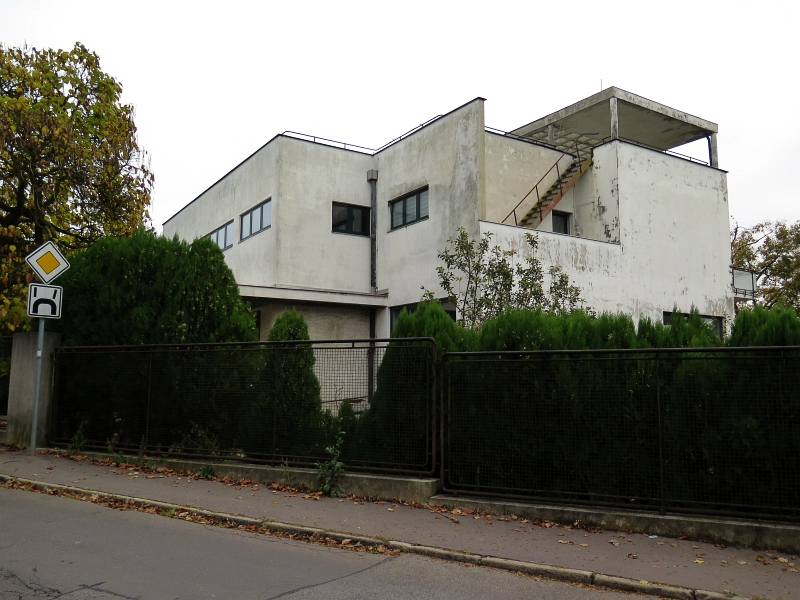
Vila Josefa Auerbacha, Barrandovská 60, architekti Hermann Ábeles a Leo Mayer

Leo Mayer (21. únor 1900 Hodonín – 1944 Auschwitz-Birkenau) byl pražský, německy hovořící architekt.

## Život
Leo Mayer se narodil v Hodoníně v rodině Julia Mayera a jeho ženy  Amalie rozené Redlich. Dne 21. října 1944 byl odvezen transportem s označením Do, č. 37 do Terezína a následujícího roku 29. září 1944 transportem El, č. 1410 do koncentračního tábora Auschwitz-Birkenau, kde zahynul.

## Dílo
Jedinou známou realizací je vila Josefa Auerbacha č. p. 335, Praha 5-Hlubočepy, Barrandovská 60 z let 1933–1934. Tuto vilu navrhl spolu s Hermannem Abelesem ve vilové čtvrti, kterou nechali postavit bratři Miloš a Václav Havlové.